# Четвртасти табански мишић
Четвртасти табански мишић један je од централних плантарних мишића стопала. Посматрајући мишиће стопала хоризонтално, четвртасти табански мишић чини други слој мишића стопала, заједно са лумбалним мишићима.

## Анатомија
Четвртасти табански мишић је двоглави мишић, који се састоји од медијалне и бочне главе. Главе су одвојене дугим плантарним лигаментом и потичу са различитих места на калканеусу.
Медијална глава потиче од медијалне површине калканеуса, непосредно испод калканеалног жлеба за дуги прегибач палца. Бочна глава је мања и тетива, а потиче од бочног наставка калканеалне туберозности. Обе главе се умећу у тетиву дуги прегибач прстоју, на месту где се цепа на своје четири терминалне тетиве. Ово посебно место уметања омогућава четвртастом табанском мишићу да угради своје тетивне клипове у све четири дигиталне тетиве дугог прегибача прстију и тако утиче на прегибање ножних прстију. Међутим, могу се уочити неке варијације; када две латералне дигиталне тетиве дугог прегибача прстију не примају клизање од четвртастог табанског мишића.

### Односи
Мишић се налази дубоко до кратког прегибача прстију и површно до мишића приводиоца палца. Латерална плантарна артерија и нервни прелазе преко његове површне, док медијална плантарна артерија и нерв пролазе медијално до мишића.

### Инервација
Овај мишић инервисан је од бочног плантарног нерв (С1, С3), који потиче од тибијалног нерва.

### Снабдевање крвљу
Снабдевање крвљу овог мишића долази из грана задње тибијалне артерије (медијална плантарна артерије и латерална плантарна артерија и њених грана (дубоки плантарни артеријски лук)

## Функција
Функција овог мишића је да олакша ходање скраћујући тетиве дугог прегибача прстију када је стопало у плантарној флексији. Отуда његово друго име flexor accessorius. 

## Галерија
- Bones of the right foot. Plantar surface.
- Coronal section through right talocrural and talocalcaneal joints
- The plantar arteries. Deep view. (Quadratus plantae visible at center.)
- The quadratus plantae aids in flexion of the toes